# Désamortissement en Espagne
 (février 2024).
Si vous disposez d'ouvrages ou d'articles de référence ou si vous connaissez des sites web de qualité traitant du thème abordé ici, merci de compléter l'article en donnant les références utiles à sa vérifiabilité et en les liant à la section « Notes et références ».
Le désamortissement  ou désamortisation (desamortización en espagnol) est un processus économique entamé en Espagne à la fin du XVIIIe siècle (1798) par Manuel Godoy et qui se prolongea jusqu'au XXe siècle (le 16 décembre 1924), consistant à mettre aux enchères publiques des terres et des biens  improductifs détenus par les « mainmortes », dans l'immense majorité des cas l'Église catholique ou les ordres religieux, qui les avaient accumulés par le biais de nombreux legs ou donations, ainsi que des propriétés foncières appartenant à la noblesse.
L'objectif poursuivi était l'augmentation de la richesse nationale et la création d'une bourgeoisie et d'une classe moyenne de travailleurs propriétaires. De plus, le Trésor public obtenait ainsi des revenus très importants, grâce auxquels il prétendait amortir les titres de la dette publique.
Dans d'autres pays un phénomène aux caractéristiques similaires s'est également déroulé.
Le désamortissement devint la principale arme politique avec laquelle les libéraux s'attaquèrent au régime de propriété de l'Ancien Régime pour implanter le nouvel État bourgeois durant la première moitié du XIXe siècle.

## Chronologie

### Premier désamortissement: Charles III et Charles IV
La première étape du désamortissement en Espagne fut menée entre 1766 et 1808. Entre 1800 et 1808, c'est Manuel Godoy qui en contrôla le processus, au cours duquel furent vendus les biens de la Compagnie de Jésus, d'hôpitaux, d'hospices ainsi que de diverses œuvres de bienfaisance et Écoles supérieures

### Second désamortissement: Joseph Ier
Joseph Ier d'Espagne réalisa également un désamortissement mineur qui n'impliqua pas d'annulation de propriétés, mais uniquement la confiscation de leurs rentes pour le ravitaillement et les dépenses de guerre des troupes françaises, si bien qu'en 1814 la situation revint à son état antérieur.

### Troisième désamortissement: Mendizábal

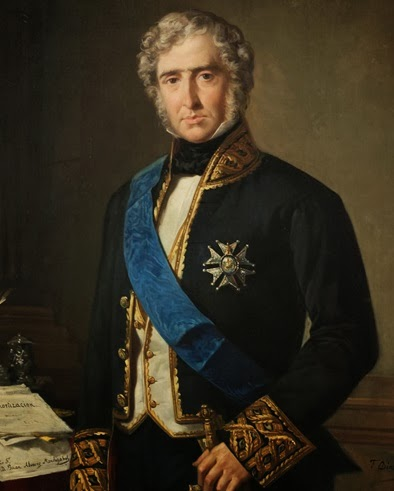
Juan Álvarez Mendizábal

Au cours du Triennat libéral (1820-1823) furent menés d'autres désamortissements tout aussi peu ambitieux et qui furent de même annulés à la suite de la chute du régime libéral.
Celui lancé par Mendizábal, ministre de la régente Marie-Christine de Bourbon-Siciles, en février et mars 1836, eut cependant d'importantes conséquences dans l'histoire sociale de l'Espagne. Il convient de remarquer que ses résultats ne furent pas gérés par Mendizábal mais par ses successeurs, étant donné qu'il ne fut plus ministre à partir de mai 1836.
La division des terrains mis en vente fut confiée à des commissions municipales qui s'arrangèrent pour que seuls des membres de la riche oligarchie puissent acquérir la plus grande partie d'entre eux, privant les petits propriétaires des bénéfices du désamortissement et empêchant la création d'une véritable bourgeoisie ou classe moyenne, qui aurait pu aider le pays à sortir de son marasme économique.
Les terrains sujets à désamortissement désignés par le gouvernement furent uniquement des propriétés ecclésiastiques, essentiellement celles qui n'étaient plus cultivées. En dépit du fait qu'une grande partie du patrimoine de l'Église fut alors réquisitionné, celle-ci ne reçut rien en échange. Pour cette raison, l'Église prit la décision d'excommunier aussi bien les expropriateurs que les acheteurs des terres, ce qui dissuada en grande partie les gens d'en faire l'acquisition et obligea à baisser fortement leur prix, diminuant par là-même le bénéfice escompté par l'État.

### Quatrième désamortissement: Espartero
Le 2 septembre 1841, le régent nouvellement nommé, le progressiste Baldomero Espartero, imposa le désamortissement des biens du clergé séculier. La loi ne fut maintenue que trois années et fut abrogée après la chute du parti progressiste.
En 1845, durant la décennie modérée, le gouvernement tenta de renouer les liens avec l'Église, ce qui amena la signature du Concordat de 1851.

### Cinquième désamortissement: Madoz

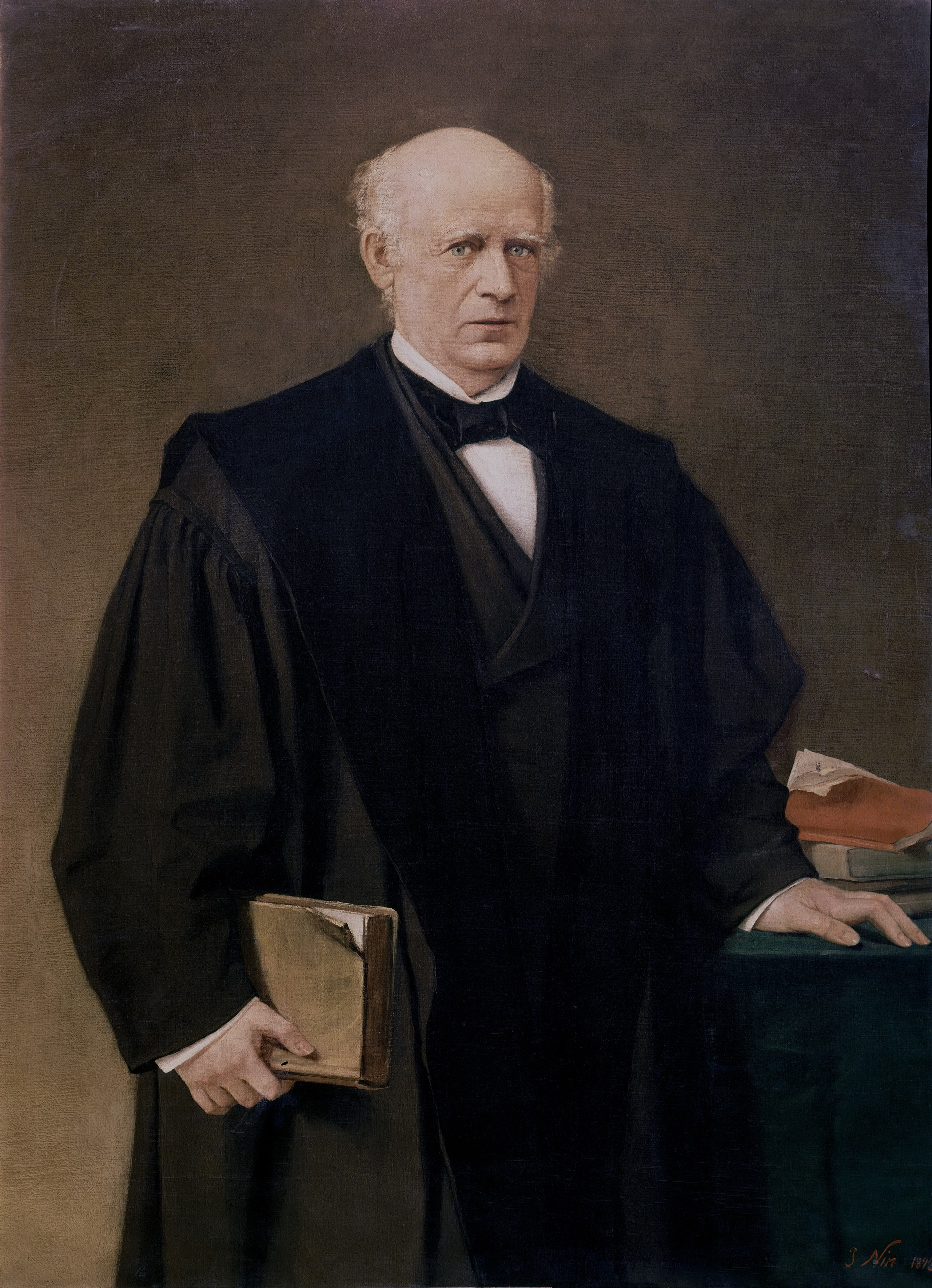
Pascual Madoz

En 1855, au cours du second gouvernement d'Espartero, son ministre des Finances, Pascual Madoz, réalisa un nouveau désamortissement, qui fut mieux contrôlé que celui de Mendizábal. Le 1er mai 1855, le processus était annoncé dans la Gaceta de Madrid, et le 31 furent publiées les modalités de mise en œuvre.
Une grande partie des propriétés de l'État, du clergé, des ordres militaires (ordre de Santiago, d'Alcántara, de Calatrava de Montesa et de Malte), des confréries, des œuvres pieuses, des sanctuaires, de l'ex-infant Don Carlos, des municipalités et de l'Instruction publique étaient mises en vente.
Ce fut de très loin le désamortissement le plus important, aussi bien en matière de volume de ventes que de durée et de changements dans le régime de la propriété. Cependant les historiens se sont beaucoup plus intéressés à celui de Mendizábal.
Après avoir été le motif d'affrontements entre conservateurs et libéraux, on reconnaît alors unanimement la nécessité d'en finir avec les biens de mainmorte pour favoriser le développement économique du pays.
À l'exception d'une suspension entre le 14 octobre 1856 et le 2 octobre 1858, pendant le gouvernement de Leopoldo O'Donnell, les ventes se poursuivirent jusqu'à la fin du XXe siècle.
En 1867 un total de 198 523 propriétés rurales et 27 442 propriétés urbaines avaient été mises en vente. L'État avait engrangé 7 856 000 000 réaux entre 1855 et 1895, pratiquement le double de ce qui avait été obtenu avec le désamortissement de Mendizábal. L'argent servit fondamentalement à combler le déficit du budget de l'État, à amortir la dette publique et financer des travaux publics, 30 millions de réaux étant réservés à la rénovation des églises du pays.
Ce processus a été traditionnellement dénommé « désamortissement civil » (desamortización civil), terme inexact car, bien qu'un grand nombre des ventes concernât des terrains qui avaient constitué la propriété communale des localités, ce qui constituait en soi une nouveauté, de nombreux biens appartenant à l'Église, en particulier le clergé séculier, furent également mis en vente.
Les calculs attestent qu'au total, 30 % des biens soumis à désamortissement appartenaient à l'Église, 20 % à des œuvres de bienfaisance, et 50 % aux municipalités, essentiellement des villages.
Le statut municipal de José Calvo Sotelo de 1924 abrogea définitivement les lois de désamortissement des biens des villages, et par là-même le désamortissement de Madoz.

## Conséquences

### Sociales
Les déséquilibres dans la mise en œuvre des différents processus de désamortissement eurent pour répercussions l'accentuation de certains traits caractéristiques de la répartition de la propriété foncière en Espagne : le nord caractérisé par la présence majoritaire d'exploitations rurales de taille modeste ou moyenne, le sud étant au contraire dominé par le Latifundium. Selon les travaux de l'historien Richard Herr, le désamortissement ne fit rien de plus que concentrer la propriété dans chaque région, et proportionnellement à la situation antérieure ; il n'y eut par conséquent pas de changement radical dans la structure de la propriété.
Les parcelles de taille réduite mises en vente furent achetées par les habitants des localités voisines, tandis que les plus grandes furent acquises par des personnes plus riches, qui vivaient généralement dans des villes relativement éloignées.
Dans la zone méridionale du pays, où dominait le latifundium, il n'y avait pas de petits agriculteurs ayant les moyens d'enchérir lors des mises en vente des grandes propriétés, ce qui renforça la concentration foncière.
Un autre problème fut soulevé par la privatisation des biens des municipalités. De nombreux paysans furent affectés par le processus, se voyant privés de certaines ressources importantes pour eux (bois de chauffage, pâturages etc.), d'où une accentuation de l'exode rural, en direction des centres industriels, ou de l'émigration en Amérique. Ce phénomène migratoire atteignit des niveaux très élevés à la fin du XIXe siècle et au début du XXe siècle. Loin de résoudre la question agraire, ces lois ont réduit à la misère de nombreux paysans entrainant des émeutes (région de Séville en 1857 ou de Grenade en 1861), une haine des nouvelles élites bourgeoises et du libéralisme. Écartés par le cens électoral de la vie politique, la masse des prolétaires et exploités adhèrera plus facilement au carlisme ou à l'anarchisme 

### Économiques
- Renflouement du Trésor Public, qui collecta plus de 14 milliards de réaux grâce aux enchères.

- Augmentation des surfaces cultivées, de la productivité agricole et de la monoculture, grâce aux nouveaux investissements effectués par les propriétaires. En Andalousie par exemple, la culture de l'olivier et de la vigne s'étendirent considérablement. Le désamortissement eut cependant des conséquences environnementales négatives, notamment en accélérant le phénomène de déforestation.

### Culturelles
De nombreux tableaux et livres appartenant aux monastères furent vendus à prix réduit et se retrouvèrent dans d'autres pays ; une grande partie d'entre eux furent cependant acquis par les bibliothèques publiques ou les universités. Des édifices présentant un intérêt artistique furent laissés à l'abandon et tombèrent en ruine ; d'autres, en revanche, devinrent des édifices publics mis à la disposition des musées ou autres institutions.

### Politiques et idéologiques
Le désamortissement permit la consolidation du régime politique libéral, étant donné que tous ceux qui faisaient l'acquisition de nouvelles terres se trouvaient de fait liés, et d'une certaine manière redevables envers le nouvel État libéral.

### Autres
Le désamortissement des couvents contribua à la transformation du schéma urbain, en favorisant le passage de bon nombre des grandes villes d'un modèle de ville conventuel, avec de grands édifices religieux, à la ville bourgeoise, avec des constructions plus aériennes ; les anciens édifices religieux connurent de nouvelles utilisations : nombre d'entre eux devinrent des édifices publics (musées, casernes, hôpitaux etc.), d'autres furent détruits afin d'ouvrir de nouvelles rues ou de permettre l'élargissement de celles déjà existantes, tandis que quelques-uns devinrent des lieux de rassemblement paroissiaux ou furent mis aux enchères et passèrent dans des mains privées.

## Source
- (es) Cet article est partiellement ou en totalité issu de l’article de Wikipédia en espagnol intitulé « Desamortización española » (voir la liste des auteurs).